# رينزو باربييري
رينزو باربييري (بالإيطالية: Renzo Barbieri)‏ هو ناشر وكاتب سيناريو وكاتب إيطالي، ولد في 10 مارس 1940 في ميلانو في إيطاليا، وتوفي بنفس المكان في 23 سبتمبر 2007.

## وصلات خارجية
- رينزو باربييري على موقع IMDb (الإنجليزية)
- رينزو باربييري على موقع قاعدة بيانات الفيلم (الإنجليزية)